# José María Varela Silvari
José María Varela Silvari (la Corunya, Galícia, 1 de febrer de 1848 - Madrid, Castella, 10 de maig de 1926) fou un músic, compositor i crític musical gallec.

## Biografia
En la seva ciutat natal estudià el solfeig, la flauta i l'harmonia. Als catorze anys passà a Lisboa, donant concerts, i allà perfeccionà els seus coneixements literaris i musicals, aprenent la composició. En retornar a la seva ciutat nadiua fou nomenat director de la banda de música de la vil·la de Carballo, i perquè servis de text d'estudi als alumnes de la Societat Acadèmica escrigué l'Opúsculo sobre la Música. El 1877 fundà i dirigí El Eco Musical, setmanari de literatura i belles arts, del que se'n publicaren 45 números, tots ells molt interessants. Col·laborà en La España Musical i El Correo de Teatros, de Barcelona, i en El Globo, de Madrid, i traslladat a Barcelona, dirigí El Coliseo Barcelonés (1879), que gaudí d'un just renom. Després passà a residir a Madrid on redactà La Correspondencia Musical i El Nuevo Figaro, col·laborant més tard en l'Enciclopèdia Musical de Barcelona.
Després fou director del Boletin Musical de Madrid, que va sostenir sis anys. Fou director d'orquestra i banda i de l'Orfeó Normal de Madrid; posseí el títol de mestre compositor expedit per l'Acadèmia Filharmònica de Basilea (Suïssa); individu honorari de primera classe de l'antiga Societat de Quartets de Lisboa; professor de l'Institut Filharmònic de Madrid; director de la capella de Música de Santa Cecília; fou pensionat pel Govern portuguès; mantenidor dels orfeons de Suïssa; president honorari i conseller de l'Associació de Concerts de la Música Brasilera; condecorat a Suïssa, Itàlia i Portugal; individu corresponent de la Reial Acadèmia Lisboeta d'Amants de la Música; compositor honorari de l'Acadèmia Filharmònica de Bolonya, etc.
A l'edat de vint anys començà la composició d'una òpera en tres actes i a reunir materials per a la publicació d'un Diccionario técnico é histórico de la música; però els seus mestres el dissuadiren de tal empresa i ambdós treballs restaren només en projecte. Va sostenir renyides polèmiques sobre tecnicisme i història musical amb Eslava, Saldoni i Barbieri. La que va sostenir valentament amb aquest últim sobre partitures, xifres de guitarra i parts d'orgue de l'Edat Mitjana durà més de tres mesos i l'acredità de polemista seriós i erudit, adquirint gran crèdit en l'opinió, que es traduí en plàcets, felicitacions dels mestres més notables de l'època.
El 1893, en el certamen científic-literari celebrat en la llavors vil·la de Gràcia (Barcelona), aconseguí un primer premi pel seu treball Pasado, presente i porvenir del canto coral humorístico, i en el mateix any posà música a l'himne popular ¡Galicia!, escrit per Galo Salinas, dedicat a la Junta de defensa de La Coruña, música de la qual, que era veus soles, després se'n feu una transcripció instrumental per a les bandes populars gallegues. El 1896 el professorat musical de la ciutat de Palma (Illes Balears) l'obsequià amb una artística corona d'argent.
El juliol de 1899, en les grans festes salesianes celebrades a Torí (Itàlia), es cantà per primera vegada l'himne que havia compost Varela Silvari per a la Institució salesiana, prenent part en la interpretació grans masses corals i instrumentals i constituint la seva estrena un èxit entusiasta. El 1910 fou convidat per la Universitat de Coïmbra per escriure la Marxa triomfal amb destí a les bandes militars, pel gran festival que en aquest any es verificà en el regne amb motiu del Centenari de l'historiador Alejandro Herculano. El Govern volgué honorar-lo concedint-li l'hàbit de Santiago, al que Varela Silvari renuncià humilment. El 1911 presidi un concurs de bandes civils i militars a Porto; en aquest pronuncià un discurs de tons vibrants i patriòtics, i també renuncià a distintes corporacions honorífiques que diferents corporacions tenien interès a concedir-li.
El 1913 l'Estat espanyol varià oficialment el pla d'exercicis per optar al càrrec de músics majors militars; i no havent un text hàbil per a orientació històric-musical, que era una de les variants que es demanaven en el nou programa d'exercicis, Varela Silvari va escriure l'esborrany Boceto para un curso breve y razonado de historia general de la música, que va merèixer una entusiasta acollida i que s'organitzés un festival en el seu honor. El 1916 l'Ajuntament de la Corunya acordà posar el nom de Varela Silvari al carrer en què va néixer l'artista, i amb tal motiu se celebraren grans festes públiques en les que s'honorà en vida al popular compositor, fill de la localitat.
El 1918, en plena primera guerra mundial, en complir el mestre 70 anys, totes les corporacions musicals d'Europa, federades, feren un acte públic de salutació i simpatia en el seu honor; acte que repercutí a Espanya, secundant la salutació europea diverses corporacions musicals de punts diferents, i les autoritats, premsa diària i centres corporatius de La Corunya. El 5 de juliol de 1925 se celebrà a Madrid en el Palacio de la Bolsa un homenatge internacional per a festejar públicament a aquest compositor; a ell assistiren representacions de gran nombre de capitals europees. Un mes després, aquelles mateixes corporacions estrangeres, associades, reiteraren per escrit el seu públic aplaudiment, solemne de Madrid, per mitjà d'un extens despatx telegràfic que la premsa espanyola reproduí. La de la províncies donà la notícia d'aquest document en la forma següent, que convé recordar, per tractar-se d'un cas únic de salutació i aplaudiment entusiasta, de procedència estrangera, en honor d'un artista espanyol.
| « | <Escriuen de Madrid, referint-se a despatxos i telegrames estrangers: Les corporacions artístiques, federades, de París, Londres, Torí, Venècia, Ravenna, Lisboa, i Coïmbra reiteren al mestre espanyol Varela Silvari el testimoni del seu afecte corporatiu com a finalitat del seu últim homenatge verificat a Madrid; i amb tal motiu fan notar a la premsa espanyola i al mateix interessat la circumstància que, havent aquest combatut sempre l'art estranger, per puritanisme patriòtic en honor d'Espanya, sigui avui l'element estranger qui més prodigi llurs plàcets i lloances al lluitador mestre corunyès, avui sia arreu aclamat.> | » |

## Obra escrita
Varela Silvari, a més dinnumerables articles sobre literatura i història musical, fou autor de les obres següents, algunes de les quals restaren inèdites:
- Galeria biográfica de músicos gallegos;
- Teoría de la música;
- Manual teóricopráctico de harmonía;
- Formulario harmónico para los aspirantes á músicos mayores militares;
- Apuntes para la historia musical del reino lusitano;
- Máximas y pensamientos sobre la Música y la Bellas Artes;
- Origen de la Música como Arte;
- Historia de la Música popular en España;
- Historia de la Música en Galicia;
- Prácticas finales del solfeo;
- Prontuario razonado de canto;
- Tratado de melodia;
- Tratado pràctico de instrumentación;
- Ensayos de crítica, preceptiva é historia musical;
- Tratado de estética musical, con carácter preceptivo, i altres, que deixà senes títol, molt notables, d'ornitologia, amb caràcter molt docte i finalitat musical.

## Obra musical
Com a compositor va escriure més de 540 obres de totes classes i gèneres. Entre les de música religiosa a veus i orgue figuren misses, pregàries, salves, lletretes, Tantum ergo, lletanies, himnes, Stabat Mater, rosaris, goigs, misereres, etc.havent compost una missa, un ave maria, dues pregàries i un Liberame Domine a veus soles, i dues misses completes, salve, lletania Stabat Mater, pregàries i motets per a veus i orquestra. De la seva música per a orfeó cal citar la grant cantata:
- Gloria a Galicia;
- Alborada coral;
- A festa d'o patrón;
- Himno a Clavé;
- Enyorança, Sospirs i Per vestir sants, cors en català;
- La serenata;
- La fiesta de Baco;
- El a-la-lá, (nocturn);
- La primavera;
- Ruliña, coral gallega;
- Boga, boga, barquilla mia, i Surca, surca, bajel mio, Canción española, L'aurora, (Barcaroles);
- El mirlo y la flor, i A Elisa, (valsos);
- El canto de la gitana; A una bella; Niña graciosa; Sin esperanzas; ¡Eres un ángel!; Adelina; La sultana;
- Himno a Méndez Núñez; Himno á Pacheco;
- La Mindoniense; La Orensana, muñeiras;
- Declaración de amor, masurca;
- A la romeria, (pasacaglia);

## Música per a piano
- Recurdos de Galicia;
- Cantares gallegos;
- Tributo á terpsicore;
- Un aire de mi país;
- A la velada;
- María de los Dolores;
- Clavé;
- Por una flor;
- Rosa de té;
- La circasiana;
- Capricho morisco;
- N'a festa, etc.

## Altres tipus de música
- Per a cant i piano, La hija del proscrito; Mariolina; Ante su tumba; Canción espanyola, etc.
- La citara de oro; ¡Panchín!; ¡Pobre niña!, per a violí i piano;
- Composicions i arranjaments diversos, La Ginebrina; La Verginella; Cataluña; La fiesta; Serenata española i Ultimo tributo á la memoria de Alfonso XII;

Per a banda compongué, entre altres obres:
- Cantares gallegos;
- María de los Dolores;
- Siempreviva;
- ¡Voló al cielo!;
- El Triumfo;
- La Alianza;
- Valeroso capitán;
- Al combate;
- Por una flor, (cèlebre vals de concert);
- La imperial, (simfonia);
- Á la velada, (gran simfonia);
- Serenata española;
- Alborada gallega;
- Recuerdos de Galicia;
- Mariolina, (jota popular);
- La feria de Sevilla, (bolero);
- Un aire de mi país, (muñeira);

## Composicions teatrals
Les seves composicions teatrals són:
- La pianista enamorada, sarsuela en dos actes, representada a Portugal;
- Novias i novios, sarsuela en un acte;
- La guarida del buitre, drama musical;
- La Ginebrina, simfonia per a orquestra premiada a Basilea el 1869.

Mereixent-se citar, a més, l'himne que va escriure per la inauguració de la Sociedad Teatro Murillo, de Barcelona, centre del qual llavors n'era director i que li'n valgué un gran triomf. Entre els escrits que es publicaren en honor d'aquest compositor hi figura la Lloa que es va llegir en l'Institut Filharmònic de Lisboa el 1891 en ocasió d'ésser col·locat en el seu saló d'actes el retrat d'aquest notable músic gallec.